# Escola sòrab

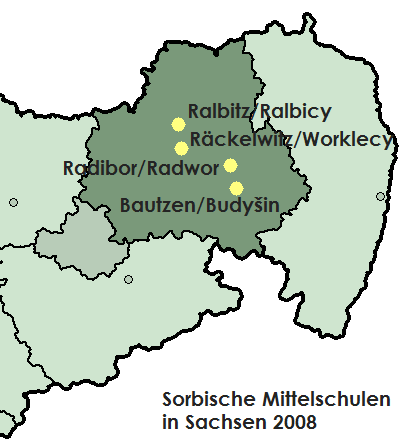
Escoles d'ensenyament mitjà en sòrab a Saxònia el 2008

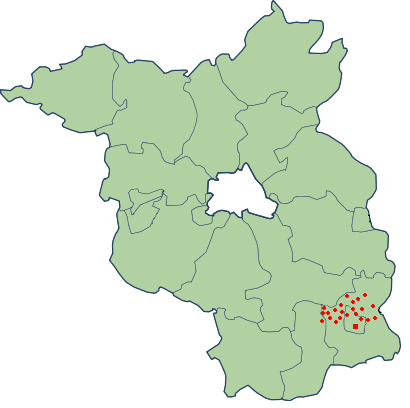
Escoles a Brandenburg 1954-1955

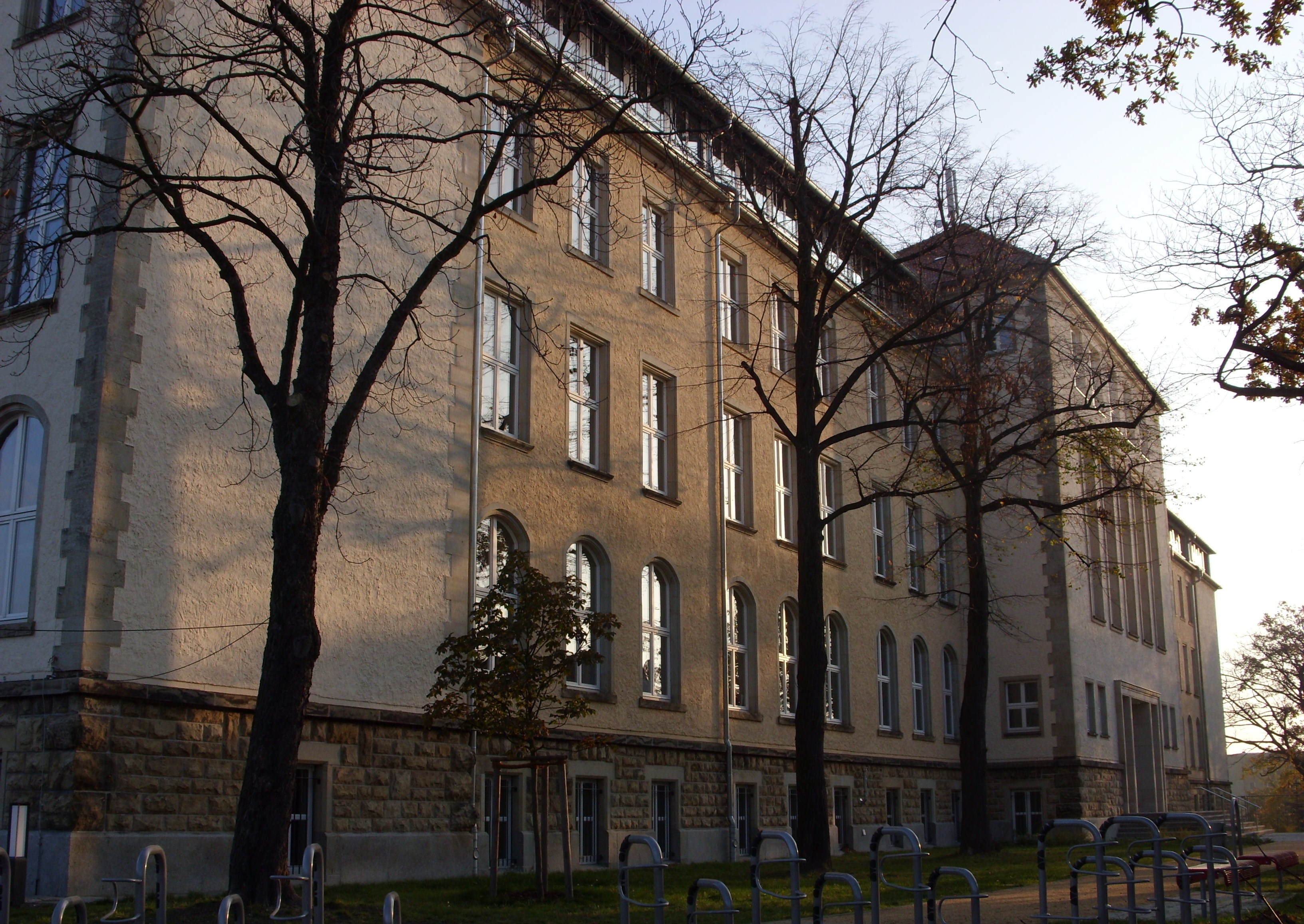
Gymnasium Sòrab a Bautzen

Escola sòrab (sòrab Serbske šulske, alemany Sorbisches schulwesen) són les institucions educatives on el sòrab és la llengua vehicular juntament amb l'alemany, a les regions d'Alta Lusàcia i Baixa Lusàcia.

## Història
Des de l'edat mitjana, especialment els clergues es va fer càrrec de l'ensenyament en sòrab. La primera experiència educativa en sòrab controlada per les autoritats va tenir lloc a Saxònia. Durant el Segon Imperi Alemany l'ensenyament en sòrab es va prohibir, però tot i així molts professors i intel·lectuals ensenyaven als seus alumnes en sòrab, com va fer Fryco Rocha de 1891 a 1915 als nens de Tauer.

### La persecució nazi
Sota el Tercer Reich l'ensenyament en sòrab va ser prohibit novament des de 1937, fins i tot les publicacions en sòrab. Els professors sòrabs van ser traslladats de Lusàcia a altres indrets de l'Alemanya Nazi on no podien utilitzar l'idioma, i foren substituïts per professors alemanys; alguns fins i tot foren enviats a camps de concentració. En alguns indrets, però, aconseguiren evitar la persecució, com el professor Jan Meschgang de Klix (Großdubrau) qui va poder ensenyar fins al 1944 reunint als seus estudiants amb el pretext d'ensenyar les tradicions rurals sòrabs dels noms geogràfics.

### A l'Alemanya Oriental
Després de la Segona Guerra Mundial es va establir per primera vegada L'ensenyament oficial del sòrab a Lusàcia a través de les escoles identificades com del tipus A i tipus B. A les escoles tipus A l'ensenyament era totalment en sòrab i del tipus B ensenyaven sòrab com a segon idioma. Avui en dia, aquesta divisió és més estricta.
Durant la dècada dels 1950 s'afegí a la població alemanya local refugiats de l'Est, que protestaren contra la construcció d'escoles sòrab perquè preferien que els seus fills estudiessin a escoles alemanyes. Fins i tot a algunes famílies sòrab, degut als molts anys d'opressió de la llengua i la cultura, tenien reserves a l'hora d'enviar als nens a les escoles sòrab, que consideraven com a reserves. L'escolarització en sòrab va trobar aquests problemes:
- El sòrab tenia una baixa proporció de parlants a la Baixa Lusàcia i a l'Oberlausitz Heide
- La por dels pares que els seus fills no aprenguessin correctament l'alemany
- Els nens que aprenien en sòrab tenien més hores de classe a la setmana (sovint a la tarda)
- Entre la població alemanya, poc d'ells enviaven els seus fills almenys a una escola tipus B.
- Escassetat
- La manca d'instal·lacionse
- A la Baixa Lusàcia també s'hi afegia el problema que la majoria de l'educació superior dels nens sòrabs es feia en alemany.

En els anys 1954-1955 hi havia a la Baixa Lusàcia 22 escoles de tipus B i de primer cicle d'ensenyament secundari soraba. Durant el mateix període havia a l'Alta Lusàcia 73 escoles de tipus B, 11 escoles del tipus A i una escola superior d'ensenyament secundari sòrab. En una altra banda, hi havia les escoles de Hoyerswerda, Groß Särchen (Lohsa), Kotten, Wittichenau, Sdier, Storcha (Göda), Schleife, Döbbrick, Dissen i Drachhausen amb plans per convertir les escolts de tipus B en tipus A. No obstant, això no es va aconseguir a causa de la manca de mestres i d'instal·lacions.
| ×                                    | 1945    | 1946 | 1947 | 1948 | 1949 | 1950 | 1951 | 1952 | 1953 | 1954 | 1955 |
| ------------------------------------ | ------- | ---- | ---- | ---- | ---- | ---- | ---- | ---- | ---- | ---- | ---- |
| Nombre d'escoles primàries bilingües | 14      | 24   | 39   | 68   | 69   | 78   | 70*  | 72   | 72   | 81   | 95   |
| Nombre d'escoles sòrabes (tipus A)   |         |      |      |      |      |      |      | 9    | 9    | 11   | 11   |
| Nombre de mestres bilingües          | ca.75** | 82   | 112  | 142  | 188  | 211  | 244  | 258  | 271  | 290  | 290  |

- Disminució a causa de les unificació d'escoles de pobles petits
- Novembre de 1945: l'acomiadament de diversos "altlehrer" sòrabs durant la desnazificació

Amb l'objectiu que Lusàcia fos bilingüe, el govern de la República Democràtica Alemanya va promoure l'ús del sòrab en la vida quotidiana i en l'economia regional. Tanmateix, després de proclamar que Lusàcia és Socialista el programa de sorabització es va interrompre a partir dels anys 1960.
| Estudiants    | 1956/57 | 1957/58 | 1959/60 |
| ------------- | ------- | ------- | ------- |
| Bautzen       | 9.569   | 10.049  | 11.326  |
| Kamenz        | 764     | 799     | 1.004   |
| Niesky        | 768     | 833     | 827     |
| Hoyerswerda   | 2.955   | 2.944   | 3.320   |
| Weißwasser    | 1.381   | 1.171   | 1.420   |
| Cottbus-Stadt | 309     | 277     | 1.739   |
| Cottbus-Land  | 1.638   | 1.804   | 1.949   |
| Calau         | 32      | 25      | 850     |
| Forst         | 74      | 74      |         |
| Guben         | 106     | 332     |         |
| Lübben        | 92      |         |         |
| Total Lusàcia | 17.688  | 18.308  | 22.435  |

### Actualitat
El dret a aprendre sòrab en tots els graus educatius és garantit per les lleis educatives tant de Brandenburg (Llei d'escoles de Brandenburg § 5 BbbSchulG) com de Saxònia (Llei § 2 SächsSchulG). Avui en dia, hi ha a Lusàcia prop de 25 escoles primàries, on el sòrab és assignatura obligatòria. Per tal de millorar la qualitat de l'ensenyament i oferir-lo a famílies on actualment l'alemany és la llengua vehicular, es va posar en marxa des del 1998 el projecte Witaj per tal de posar l'alumne en contacte amb la llengua des de la llar d'infants.
En general, la xarxa escolar sòrab a Saxònia està més desenvolupada que a Brandenburg. A Saxònia, en l'actualitat hi ha quatre escoles en sòrab aixícom cursos de la llengua a Bautzen, Räckelwitz, Ralbitz i Radibor, i una escola d'ensenyament mitjà amb una instrucció bilingüe a Schleife. En addició, el sòrab s'ensenya a tres escoles de Saxònia com a llengua estrangera.
El 18 de febrer de 2008 va ser el primer dia de classe a les escoles sorabas i la trobada de centres de Bautzen. L'edifici central ha estat renovat, on estan treballant l'escola primària, escola intermèdia i secundària sota el mateix sostre. Al Gimnàs Sòrab de Bautzen el sòrab també és llengua d'instrucció, i a dues escoles secundàries de Hoyerswerda es pot aprendre el sòrab com a llengua estrangera. A Brandenburg, hi ha el Gimnàs Sòrab de Cottbus.

## Esdevenidor
Igual que d'altres escoles, les escoles sòrab estan especialment amenaçades a conseqüència de la disminució demogràfica que provoca el seu tancament de l'escola. Mentre que el 1999 es va informar verbalment pel Ministeri de Cultura de Saxònia que estaba assegurada l'existència d'escoles sòrabes fins i tot a nivells per sota del nombre mínim d'estudiants, a ensenyament secundari, no gaudeixen de protecció especial. El fet que no s'apliqui el nombre mínim d'alumnes per a tenir l'escola oberta a les escoles en llengües minoritàries és fortament criticat per alguns sectors.
Així, a la zona sòraba catòlica (el triangle Bautzen-Kamenz-Hoyerswerda es tancaren dues escoles a causa de la baixa natalitat el 2003 malgrat les protestes dels sòrabs. Una d'elles era l'escola mitjana de Crostwitz. En acabar el curs escolar 2006/2007 fou tancada també l'escola sòrab de Panschwitz-Kuckau. Els alumnes han d'anar a escoles sòrabes més llunyanes o a escoles alemanyes.
Cal destacar que tot i la disminució de la natalitat han augmentat el total de les escoles sòrabs a Lusàcia des de 2004. Això es deu principalment a l'augment del nombre d'alumnes de primària de Brandenburg, per aprendre el sòrab com a segona llengua o llengua estrangera.